# Геомагнітно індукований струм
Геомагнітно індукований струм (англ. geomagnetically induced current) — струм, що генерується в довгих електричних провідниках під впливом космічної погоди. Виникає в результаті коливань магнітного поля Землі, спричинених процесами в магнітосфері або іоносфері.
Геомагнітно індуковані струми помітні лише на довгих провідниках, таких як високовольтні лінії або трубопроводи. Вони особливо інтенсивні у високих широтах, поблизу полюсів.
Геомагнітно індуковані струми є джерелом різних проблем: вони викликають корозію трубопроводів, пошкоджують високовольтні трансформатори, порушують роботу телекомунікаційних та залізничних мереж. Вони є одним із багатьох можливих наслідків магнітних бур.

## Контекст
Магнітне поле Землі зазнає змін на різних часових масштабах. Повільні коливання з періодами від кількох десятиліть до тисячоліть є результатом роботи магнітного динамо в ядрі Землі. Також трапляються геомагнітні коливання, які тривають від кількох секунд до кількох років. Вони зумовлені динамічними явищами в іоносфері, магнітосфері та геліосфері, пов'язаними з космічною погодою та, зокрема, циклом сонячної активності.
Цей зв'язок між магнітним полем і сонячною активністю використовують, зокрема, вивчення структури Землі методом магнітотелуричного зондування. Однак, ці індуковані струми є, перш за все, джерелом незручностей.

## Опис явища

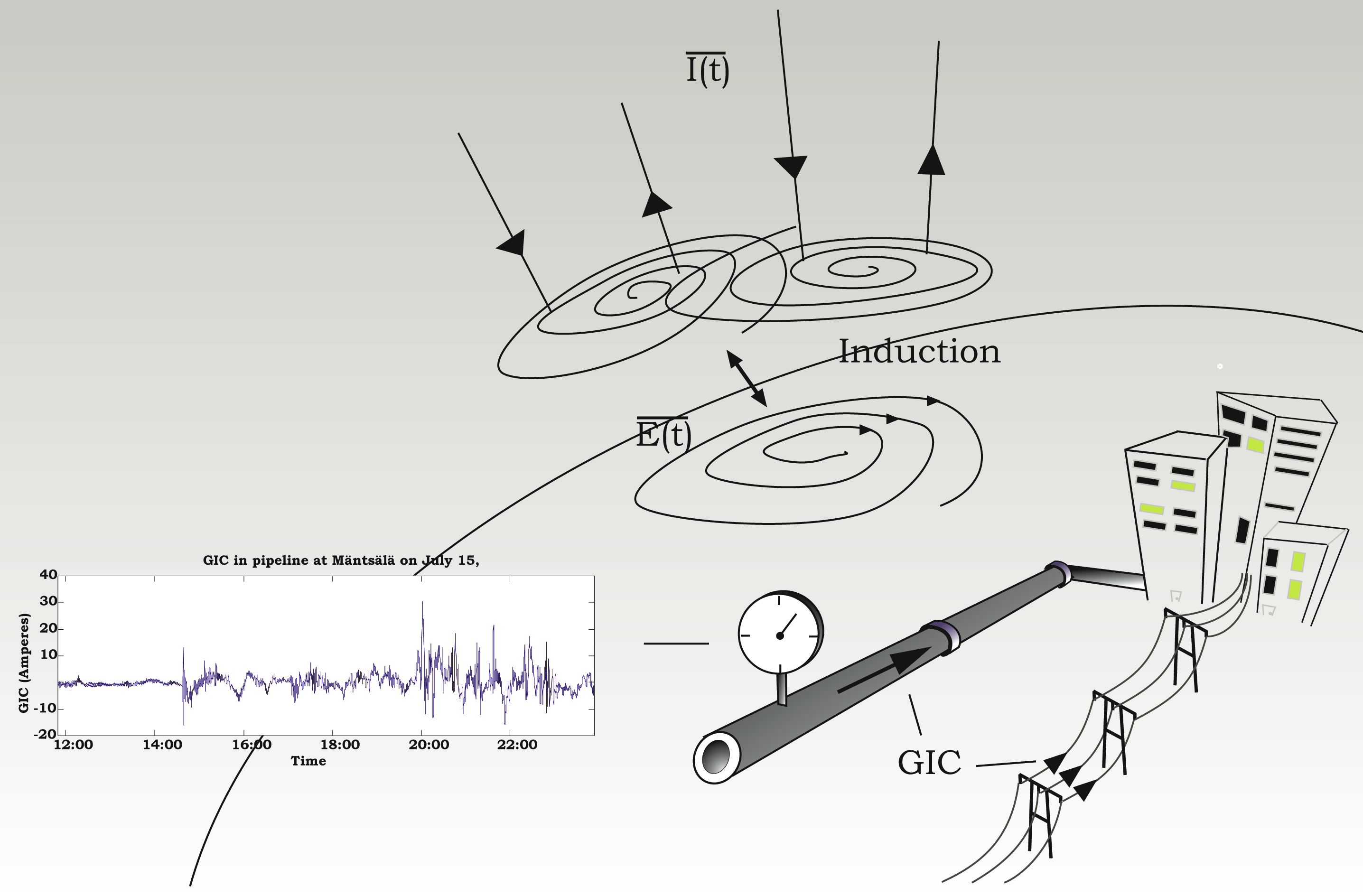
Генерація геомагнітно індукованого струму: зміна струму, присутнього в іоносфері (I(t)), створює електричне поле (E(t)), що спричиняє геомагнітно індукований струм, що трапляється, наприклад, у трубопроводах.

Зміна магнітного поля Землі індукує телуричний струм у провідній частині Землі, що, своєю чергою, за законом електромагнітної індукції створює магнітне поле. Це поле на поверхні, що вимірюється в В/км, у свою чергу індукує струм поблизу поверхні: геомагнітно індукований струм, що протікають у сусідніх провідниках, таких як трубопроводи, лінії електропередач, телефонні лінії, рейки або кабелі зв'язку.
Ці струми, хоча й змінні, часто описують як квазіпостійні через їхню низьку частоту: між 0,001 та 1 Гц проти частоти 50—60 Гц в електричній мережі.
Геомагнітно індуковані струми становлять ризик для об'єктів, якщо вони трапляються часто або мають значну величину. На їх значення впливає топологія електричного провідника, в якому вони індукуються. Найбільші амплітуди виникають під час найсильніших коливань струмів в іоносфері та магнітосфері, які є наслідком магнітних бур. Тривалість цих коливань зазвичай становить від кількох секунд до години, процес індукції охоплює мантію та літосферу. Найсильніші магнітні поля спостерігають у високих магнітних широтах, тому канадські та скандинавські енергосистеми контролюють наявність геомагнітно індукованих струмів з 1970-х років. Спостерігалися геомагнітно індуковані струми від 10 до 100 А. Під час магнітних бур з високою амплітудою значні геомагнітно індуковані струми також виникають у середніх широтах.

## Виявлення та усвідомлення проблеми
Це явище відоме з 1850-х років, коли помітили, що телеграфні лінії іноді можуть працювати під час магнітних бур без живлення або коли з'єднання глушиться впливом геомагнітно індукованого струму. Магнітна буря вересня 1859 року спричинила збої у всій європейській телеграфній системі.
Зв'язок між магнітними явищами на Землі, полярними сяйвами та Сонцем продемонстрували ще наприкінці XIX століття. Зрештою, дослідження космосу космічними апаратами у другій половині XX століття дозволило детально виміряти та зрозуміти ці явища.
Сильний спалах на Сонці спричинив відключення електроенергії в мережі Hydro-Québec 13 березня 1989. Протягом кількох секунд реле захисту мережі спрацювали каскадом без видимої причини. Шість мільйонів користувачів залишилися без електроенергії на 9 годин. Це довело важливість проблеми керівникам електромереж.
Ще одне відключення електроенергії через геомагнітно індукований струм сталося в Мальме 30 жовтня 2003. Причиною були захисні реле, занадто чутливі до третьої гармоніки напруги.

## Вплив на електричні мережі
Високовольтні лінії передають електроенергію від електростанцій до споживачів. Щоб обмежити втрати, їхня напруга висока, а опір ліній якомога нижчий, але цей низький опір сприяє утворенню геомагнітно індукованих струмів.
Трансформатори особливо чутливі до постійного або квазіпостійного струму, який їх живить. Геомагнітно індукований струм входить в обмотки трансформатора і виходить через його заземлення. Це генерує додаткову намагніченість, яка протягом напівперіодів, в яких намагніченість змінного струму має той саме напрямок, може насичувати сердечник трансформатора. Це насичення, окрім утворення гармонік, які спотворюють струм і споживають реактивну потужність, призводить до нагрівання магнітного кола трансформатора та погіршення його роботи загалом. Крім того, також збільшується індуктивність розсіювання трансформатора, що необхідно компенсувати для уникнення падіння напруги. Певні типи конструкції дозволяють трансформаторам витримувати високі геомагнітно індуковані струми. Цей ризик цілком реальний: наприклад, між 2003 і 2004 роками кілька південноафриканських трансформаторів, зокрема деякі з трансформаторів на теплоелектростанції Летабо, довелося вивести з експлуатації через виявлення значних збоїв, зокрема, нагрівання й несправності в обмотках.
З моменту відключення електроенергії 1989 року компанії, що керують електромережами Північної Америки, Великої Британії та Північної Європи, дотримуються політики оцінки та вимірювання ризиків, намагаючись мінімізувати наслідки геомагнітно індукованих струмів. Для цієї проблеми знайдено кілька рішень. Наприклад, встановлення конденсатора між нейтральною точкою трансформатора та землею дозволяє відфільтровувати постійний струм (так звана система блокування, англ. blocking system). Порівняно з простим відключенням нейтральної точки трансформатора від землі, система блокування має перевагу в тому, що вона прозора для мережі у разі зникнення постійного струму. Тому немає потреби додавати ізоляцію до нейтралі. Однак ця система має недолік, оскільки лише обходить проблему; постійний струм, присутній у лінії, все одно повертатиметься в землю, але через іншу нейтральну точку, зазвичай проходячи через трансформатор, не обладнаний системою блокування. Також можлива зміна стратегії технічного обслуговування. Можна використовувати пристрої, здатні швидко реагувати на збільшення реактивної потужності, як-от FACTS. Зрештою, можна також розглянути зменшення навантаження, але це рішення неефективне, оскільки геомагнітно індуковані струми мають інший порядок величини, ніж струм намагнічування трансформатора. Однак більшість цих рішень є дорогими або непрактичними. Станції, що з'єднують багато ліній, є більш чутливими, оскільки геомагнітно індукований струм різних ліній у них додаються.
Довгий час вважали, що триколонні трансформатори без колони зворотного потоку, які не забезпечують зворотного шляху для нульового потоку, нечутливі до впливу геомагнітно індукованих струмів. Досвід Південної Африки показав протилежне: заземлені індуктори також вразливі до геомагнітно індукованих струмів.
Щоб зрозуміти поведінку геомагнітно індукованих струмів у мережі, необхідно провести квазі-стаціонарне дослідження. Його необхідно поєднати з геофізичним дослідженням Землі, щоб визначити електричне поле на її поверхні. Наприклад, ґрунт з високим опором під станцією або близькість моря погіршують небезпеку. Це вимагає моделювання провідності Землі та джерела струму в іоносфері. Однак складність електричної мережі, джерела струму та моделі провідності Землі роблять результати неточними, хоча й корисними.
Аналіз магнітних бур високої амплітуди дозволяє виявити слабкі місця мережі, проаналізувати можливі сценарії та зрештою розглянути відповідні заходи. Оператори енергосистем контролюють космічну погоду, щоб бути готовими до критичних подій, не вживаючи надмірних заходів у звичайний час. Сучасні прогнози дозволяють передбачити вплив корональних викидів маси за один-три дні. Цей період залежить від швидкості викиду. Згодом сонячний вітер вимірюється супутником у точці Лагранжа. Його різка зміна випереджає корональну масу приблизно на 20—60 хвилин.

## Вплив на трубопроводи

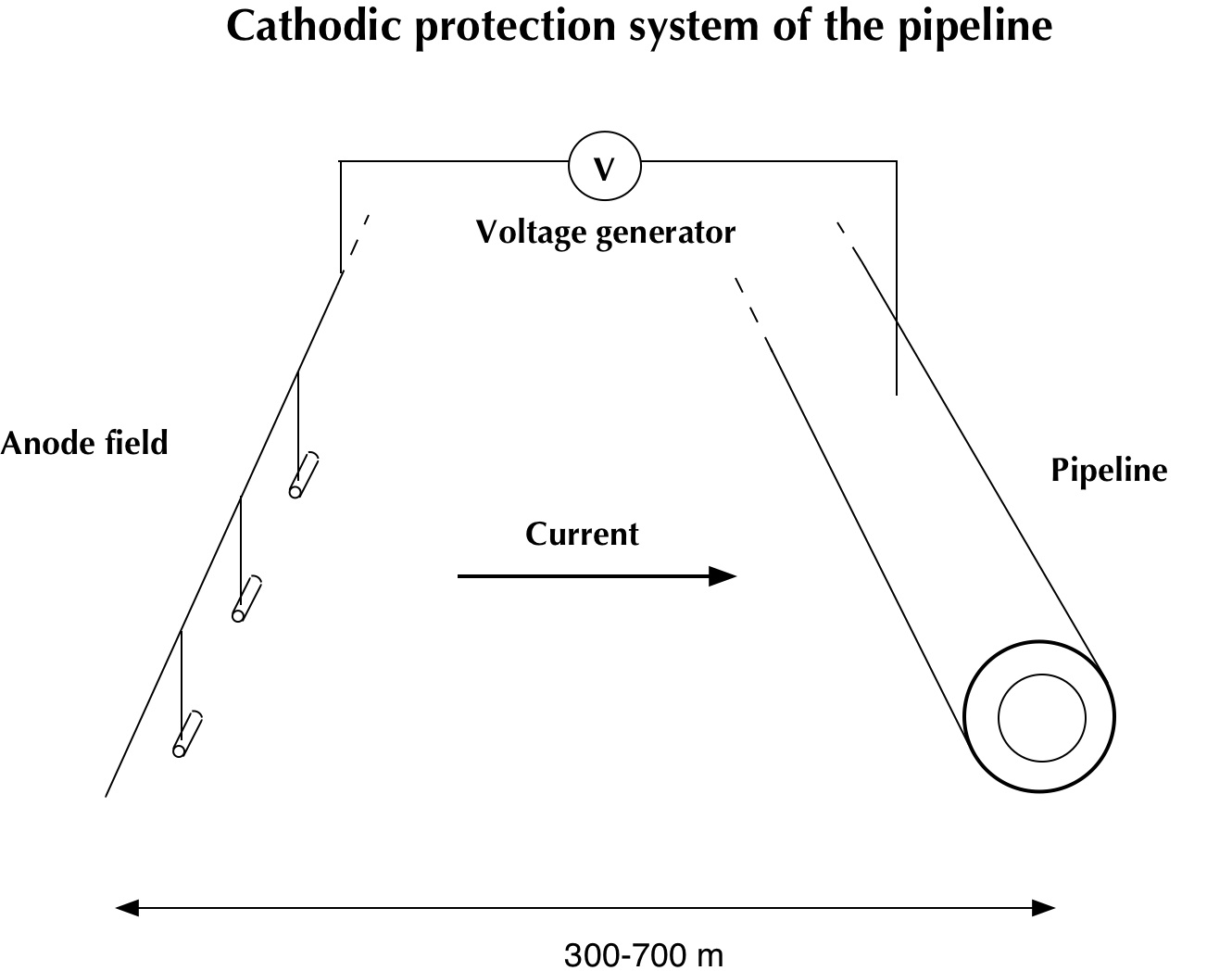
Ілюстрація катодного захисту трубопроводу.

Через свою велику довжину трубопроводи часто стають жертвами геомагнітно індукованих струмів. Вони виготовлені зі сталі для утримання рідини під високим тиском і захищені від корозії корпусом. Пошкодження цього захисного шару може призвести до контакту повітря або ґрунту зі сталлю, що може спричинити корозію. Катодний захист використовують для мінімізації цієї проблеми. Це утримує трубу під негативним потенціалом відносно землі. Значення цього потенціалу визначається електрохімічними властивостями ґрунту, що контактує з трубкою. Геомагнітно індуковані струми викликають коливання потенціалу труби відносно ґрунту й таким чином посилюють корозію, спричиняючи передчасний знос трубопроводу.
Трубопровідну мережу можна моделювати подібно до електричної мережі, наприклад, розраховуючи потенціал труби відносно землі в кожній точці труби. Ця модель досить складна, бо необхідно змоделювати кожну гілку, кожен вигин, а також електричну ізоляцію між кожною секцією трубопроводу.
Геомагнітно індуковані струми також можуть спотворювати вимірювання контролю катодного захисту.